# I sorrisi d'un tramonto
I sorrisi d'un tramonto (titolo alternativo: Un sorriso al tramonto della vita) è un film muto italiano del 1913 diretto e interpretato da Umberto Mozzato.